# 이광용
이광용(李光勇, 1975년 5월 27일 ~ )은 대한민국의 前 KBS 아나운서이다.

## 학력
- 89학번 은평중학교 졸업
- 93학번 충암고등학교 졸업
- 98학번 연세대학교 사회학과 학사

## 경력
| 연도                | 비고                             |
| 2003.10.1~2024.8.31 | KBS 아나운서실 아나운서          |
| 2018                | 23회 평창 동계 올림픽 KBS 캐스터 |
| 2024.8.31           | KBS 퇴사                         |

## 방송

### KBS1
- 《한국인의 팔도 밥상》
- 《걸어서 세계속으로》
- 2003년: KBS1 《아침마당》 4월 7일  [명랑발언대] 우리는 새내기 (31기 공채 아나운서 출연)
- 2004년: KBS1 《KBS 뉴스 (주말)》 (토요일 오후 5시 ~ 5시 10분)
- 2006년: KBS1 《비바! K리그》
- 2007년: KBS1 《역사야 놀자》
- 2013년 ~ 2014년: KBS1  《아침마당》 수요일 코너 《나의 두번째 짝을 찾습니다》 게스트
- 2015년: KBS1 《스포츠 이야기 운동화 2.0》
- 2013년 ~ 2024년: KBS1 《걸어서 세계속으로》 내레이션
- 2015년 ~ 2016년: KBS1 《역사저널 그날》
- 2015년: KBS1 《야생일기》 내레이션
- 2017년 ~ 2024년: KBS1 《한국인의 팔도 밥상》 내레이션
- KBS1 《인간극장》엄마의 외출 1부~2부~3부~4부~5부 주연 손연재 내래이션 월요일 금요일 아침 7시 50분 ~ 8시 25분
- 2023년: 《더 라이브》 KBS1 (5월 1일 ~ 25일) 진행

### KBS2
- 《굿모닝 대한민국 라이브》
- 《이광용의 옐로우카드》
- 2008년: KBS2 《스포츠 인 스포츠》
- 2013년: KBS2 《스포츠 하이라이트》
- 2014년: KBS2 《우리동네 예체능》
- 2008년 ~ 2024년: KBS2 《이광용의 옐로우카드》 시즌 1,2,3
- 2015년: KBS N 스포츠 《돌직구 랭킹쇼 폭풍전야》
- 2017년: KBS2 《비바! K리그》
- 2019년: KBS2 《지식채집프로젝트 베짱이》 내레이션
- 2019년: 《Korean diaspora》나의 이산이야기 진행
- 2020년 ~ 2022년: KBS2 《굿모닝 대한민국 라이브》 금요일

- KBS2 《더 라이브》 (6월 12일 ~ 11월 9일) 진행

### 전 라디오
- 2009년 ~ 2011년: KBS 2라디오 《함께하는 세계》,《출발! 해피FM》
- 2013년 ~ 2018년: KBS 1라디오 《스포츠 스포츠》 월~금 진행
- 2023년 ~ 2024년: KBS 1라디오 《KBS 제1라디오 저녁종합뉴스》 월~금 진행
- 2024년: KBS 한민족방송, KBS 3라디오 《대한민국 인기가요》 진행

### 영화
- 2012년 《페이스 메이커》 ... 2012 런던 올림픽 마라톤 캐스터

### 드라마
- 2016년 KBS2 《KBS 드라마 스페셜 - 웃음실격》- 남자 앵커 역
- 2019년 KBS2 《KBS 드라마 스페셜 - 스카우팅 리포트》- 야구 캐스터 역

## 관련 협찬
- 대한적십자사